# گردشگاه دیمه‌میل
گردش‌گاه دیمه‌میل در شهرستان ممسنی در استان فارس واقع است.
این منطقه حفاظت شده گونه‌های مختلفی از حیات وحش را در خود جای داده‌است. جانورانی از قبیل گرگ، روباه، شغال، بز کوهی، قوچ و میش از عمده‌ترین پستاندارانی هستند که در این شهرستان دیده می‌شوند.
در مجاورت برج نورآباد (آتشکده میل اژدها) باغستان بسیار زیبا و دل‌انگیزی وجود دارد که در اطراف آن آب از چشمه ساری زیبا همواره در حال جوشش است و اطراف آن در بهار پر از گل‌ها و گیاهان خوشبو است و در زمستان مناظر بدیع دارد. این منظرگاه در بهار جلوه‌ای دل‌انگیز دارد و شگفتی‌آور است.